# Ryszard Sielicki

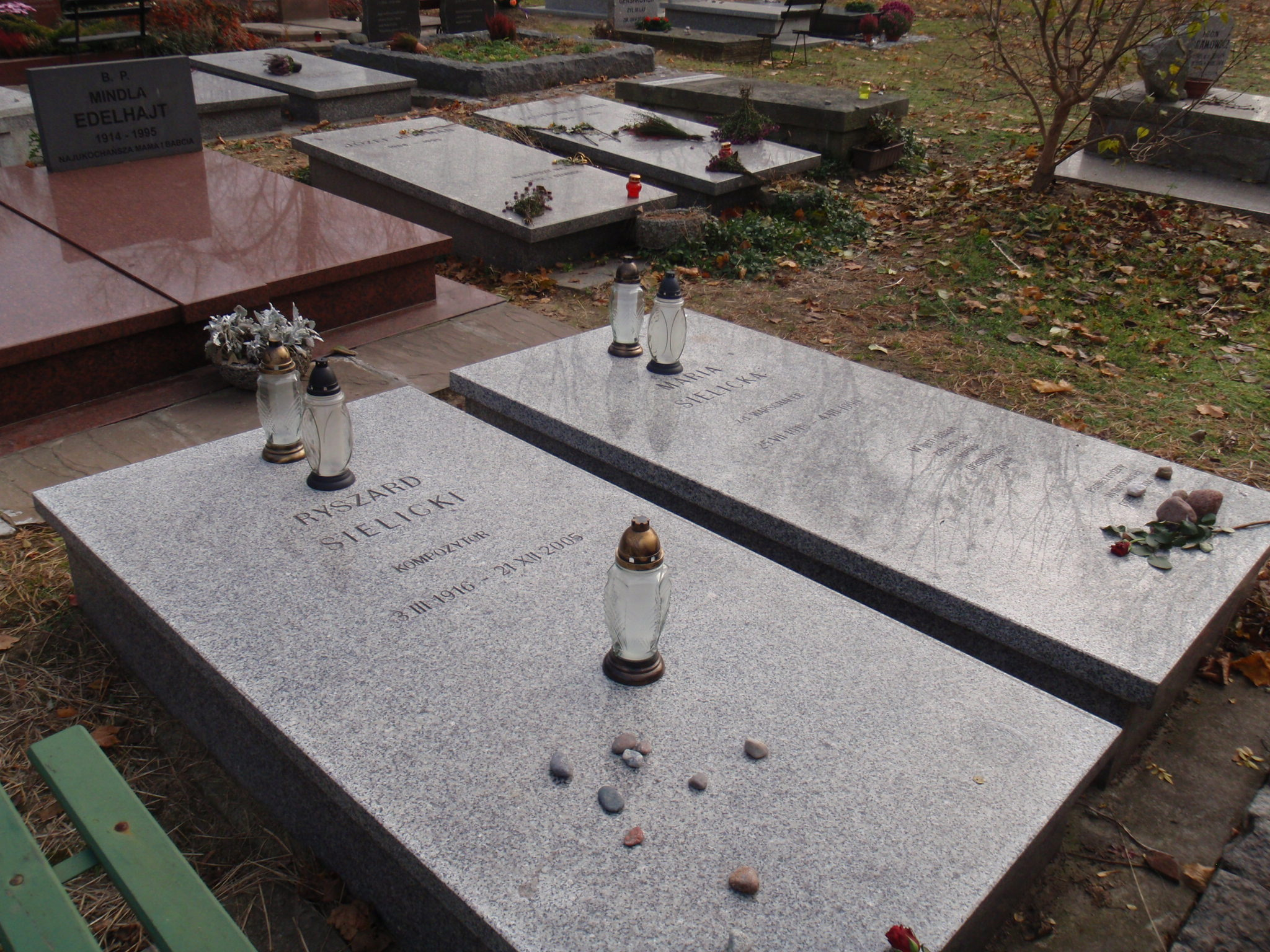
Grób Ryszarda i Marii Sielickich na cmentarzu żydowskim w Warszawie

Ryszard Sielicki, pierwotnie Ryszard Berlinson, ps. Berlins (ur. 3 marca 1916 w Warszawie, zm. 21 grudnia 2005 tamże) – polski kompozytor żydowskiego pochodzenia.

## Życiorys
W latach 1937–1939 studiował teorię muzyki u Kazimierza Sikorskiego w Konserwatorium Warszawskim. Jego studia przerwał wybuch II wojny światowej. W międzyczasie pracował jako asystent Jerzego Gerta, kierownika muzycznego wytwórni płytowej Odeon. Po wybuchu wojny wyjechał do Związku Radzieckiego, gdzie rozpoczął studia kompozytorskie w Mińsku u Nikołaja Zołotariowa. W 1943 rozpoczął studia kompozytorskie pod kierunkiem Anatola Aleksandrowa, Jurija Szaporina i Dmitrija Szostakowicza w Państwowym Konserwatorium im. Piotra Czajkowskiego w Moskwie, które ukończył w 1948. W 1956 wrócił do Polski i na stałe osiadł w Warszawie, gdzie został dyrektorem artystycznym Polskich Nagrań Muza – stworzył tam serie wydawnicze takie jak Musica Antiqua Polonica czy Polish Jazz. Funkcję tę pełnił do antysemickiej kampanii, która była następstwem wydarzeń marcowych z 1968. Zmarł w Warszawie. Jest pochowany na cmentarzu żydowskim przy ulicy Okopowej (kwatera 2).
Ryszard Sielicki był kompozytorem muzyki symfonicznej i kameralnej, muzyki filmowej, muzyki do spektakli teatralnych, piosenek i muzyki do bajek dla dzieci (np. Stoliczku, nakryj się i O krasnoludkach i sierotce Marysi wydanych przez Muzę) oraz piosenek estradowych. Komponował muzykę do piosenek takich jak „Na Francuskiej” Sławy Przybylskiej, „16 lat” Violetty Villas, „Ach Franka, Franka” zespołu No To Co i „Warszawa w różach” Anny German.

## Rodzina
Jego żoną była Maria Sielicka z domu Warschauer (1918–1999), z którą miał syna Edwarda (ur. 1956).

## Piosenki
- 1935:	Dziś jesteś przy mnie, Jerzy Ryba
- 1936:	Żałuję, że cię poznałem, Zenon Friedwald
- 1936: Szkoda cię dla innego, Saul Brojdo
- 1936:	Raz się żyje, Józef Lipski, Władysław Szlengel
- 1938:	Dziękuję ci, Arkadiusz Połoński
- 1939: Daj mi różę seniorito, Józef Lipski, Władysław Szlengel
- 1959:	To był żart, Janusz Odrowąż
- 1960:	Na Francuskiej, Jan Gałkowski, Bogusław Choiński